# Vorlesung

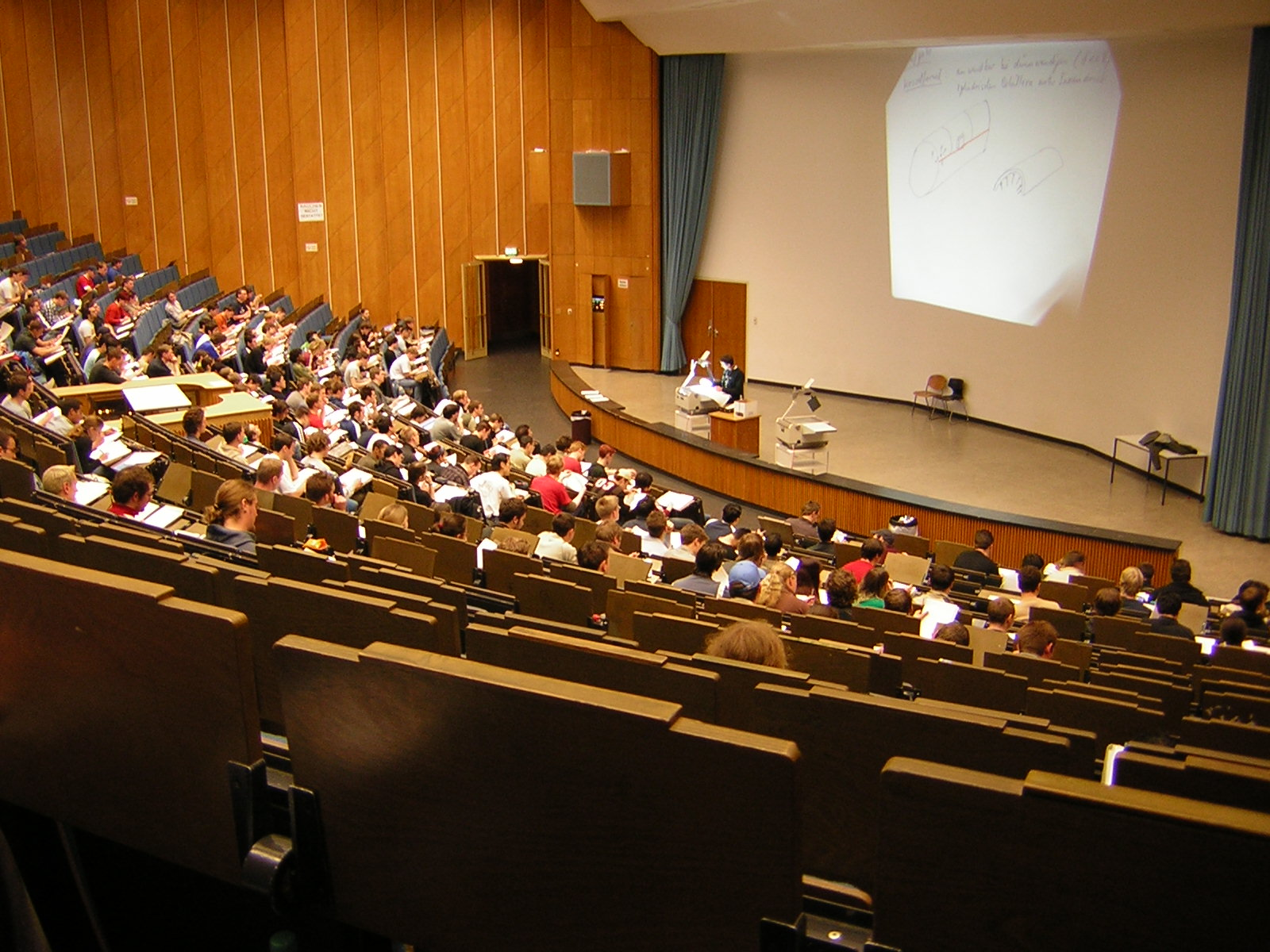
Vorlesung in einem Hörsaal der RWTH Aachen

Als Vorlesung bezeichnet man eine Lehrveranstaltungsform an Hochschulen. Sie wird häufig von einem habilitierten oder promovierten Dozenten gehalten.

## Ursprung
Die Bezeichnung Vorlesung stammt aus der Frühzeit der Universitäten im Mittelalter, in der Bücher noch nicht gedruckt waren. Die Vorlesung bestand hauptsächlich darin, dass die Dozenten Studenten eigene oder fremde Werke vorlasen und kommentierten.

## Ablauf einer Vorlesung
Auch heute noch lesen die Dozenten oft aus einem Skript oder aus Folien vor. Vorlesungen sind Frontalunterricht, bei dem in einem Hörsaal bis zu mehrere hundert Studenten einem Dozenten zuhören.
Professoren stellen den Studenten oftmals zu den Vorlesungen Skripte zur Verfügung. In jüngerer Zeit ist es üblich geworden, dass sich die Studenten diese Skripte selbstständig von einer Website der Hochschule oder des Lehrstuhls herunterladen und ausdrucken. Die Qualität solcher Skripte schwankt enorm. Manchmal gibt es ein spärliches Skript – zum Beispiel eine Sammlung der präsentierten Grafiken, zu denen Studenten selbst das eigentliche Wissen notieren müssen – oder es gibt vollständige Lehrtexte, die den Kauf eines vorlesungsbezogenen Lehrbuchs nahezu ersparen.
Heutzutage ist es in der Regel von den Dozenten der Vorlesungen gewünscht, dass Studenten aufzeigen, um Nachfragen zu stellen. Auch versuchen Dozenten manchmal die Studenten direkt anzusprechen und durch das Stellen von Fragen aktiv an der Vorlesung zu beteiligen. Ein klassisches Unterrichtsgespräch entsteht dadurch aber nicht. Naturwissenschaftliche Experimente während der Vorlesung werden in der Regel nicht von den Dozenten selbst, sondern von Vorlesungsassistentinnen bzw.-assistenten aufgebaut und durchgeführt. Diaprojektoren, beispielsweise für kunsthistorische Vorlesungen, werden häufig von studentischen Hilfskräften bedient.
Die Art und Weise, wie Vorlesungen durchgeführt werden, unterscheidet sich sowohl zwischen den Fächer als auch innerhalb eines Faches. In der Regel ist die Darstellung der Inhalte informativ-berichtend (deskriptiv) angelegt, sie kann aber auch einer argumentativen (Toulmin-Schema) bzw. explikativen Logik (Hempel-Oppenheim-Schema) folgen Beispielhaft ist im Folgenden aufgeführt, welche Schritte eine informierende Präsentation eines Themas in den Geisteswissenschaften durchläuft, wobei nicht (jedes Mal) alle Schritte realisiert werden.
- Nennung des Themas
- Explikation der Problemstellung
- Darstellung des Ansatzes, zumeist unter beispielhafter Anwendung der Instrumente (Modelling)
- Anwendung der (Analyse-)Instrumente durch Studierende in Murmelgruppen
- Auflösung / Bewertung / Vertiefung der studentischen Lösungen durch Lehrperson
- Rückfragen zum Verständnis
- Klärung von Fragen / kurze Diskussion[3]

### Arbeitsaufwand
Mit der Einführung des ECTS-Kreditpunkte-Systems an den europäischen Universitäten soll es nun möglich werden, den Arbeitsaufwand von Studenten direkt zu vergleichen. Es gilt, dass ein ECTS-Kreditpunkt etwa 30 Stunden (in Österreich 25 Stunden) Zeitaufwand entsprechen soll – egal, ob der Student bzw. die Studentin in der Vorlesung sitzt, zu Hause oder anderswo lernt. Durch die Einführung einer Anwesenheitspflicht wird immer mehr versucht, die Studenten an die Vorlesungen zu binden.

### Vorlesungsbeginn
Im deutschsprachigen Raum gibt es häufig das akademische Viertel; das bedeutet, dass eine Vorlesung eine Viertelstunde nach dem offiziell im Vorlesungsverzeichnis angegebenen Zeitpunkt beginnt, was als cum témpore (abgekürzt c. t., lat.: ‚mit Zeit‘) bezeichnet wird. Im Gegensatz hierzu kennzeichnet der Zusatz s. t. (sine témpore, lat.: ‚ohne Zeit‘) einen Beginn der Vorlesung zum angegebenen Zeitpunkt. Das akademische Viertel sollte den Studenten den Wechsel des Hörsaals zwischen zwei Vorlesungen ermöglichen. Jedoch sind viele Universitäten dazu übergegangen, den tatsächlichen Beginn und auch die tatsächliche Dauer der Vorlesung anzugeben, womit das „akademische Viertel“ entfällt, die Vorlesungen beginnen und enden dann zur angegebenen Zeit.
In den meisten anderen Staaten ist das akademische Viertel unbekannt. Außerdem sind Vorlesungen mit kürzerer oder wesentlich längerer Dauer, bis hin zu 180 Minuten, nicht unüblich.

## Sonstige Formen der Lehre
Vorlesungen gehören neben Seminaren, Tutorien, Übungen, Praktika sowie examensvorbereitenden und -begleitenden Arbeitsgemeinschaften (z. B. Diplomanden-AG) in den Bereich der universitären Lehre.

## Besondere Formen der Vorlesung

### Antrittsvorlesung
Die erste Vorlesung, die ein neuer Dozent nach der Habilitation an seiner Hochschule hält, wird Antrittsvorlesung genannt. Als Antrittsvorlesung bezeichnet man auch die erste Vorlesung, die ein Professor nach seiner Berufung auf eine neue Position an einer anderen Hochschule liest. Der Dozent kann mit der Auswahl seines Themas universitätsintern erstmals seine Position und Ausrichtung verdeutlichen. Zu Beginn der Antrittsvorlesung stellt üblicherweise der Dekan den neuen Dozenten vor.
Die Antrittsvorlesung hat daher oft einen feierlichen Rahmen, auch wenn am Ende der Vorlesung oft noch ein zweiter, dann humoristisch gehaltener Vortrag zum Privatleben des neuen Dozenten folgt.

### Abschiedsvorlesung
Eine Abschiedsvorlesung (last lecture ‚letzte Vorlesung‘) ist eine letzte Vorlesung einer Lehrperson an einer Universität.

### Weihnachtsvorlesung
Eine weitere besondere Form der Vorlesungen sind Weihnachtsvorlesungen. Sie finden in der Regel als letzte Veranstaltung des Kalenderjahres vor der vorlesungsfreien Zeit über Weihnachten und Silvester statt. Sie dienen nicht unmittelbar der Lehre im jeweiligen Fach, sondern haben meist humoristische oder ironische Züge. So kann zum Beispiel eine Weihnachtsvorlesung im Fach Chemie ausschließlich aus spektakulären Experimenten bestehen oder sich eine Anatomie-Vorlesung nur mit der „Schönheit des menschlichen Gesäßes“ befassen. Auf die theoretischen Hintergründe wird dann meist nur oberflächlich oder gar nicht eingegangen. Auch vom Rosenmontag sind Vorlesungen dieser Art bekannt.

### Gastvorlesung
Auf Einladung der entsprechenden Hochschule können Vorlesende von anderen Universitäten, Instituten etc. zu einer zeitweisen Mitarbeit am jeweiligen Hochschulbetrieb gewonnen werden. Dabei ist der Zeitraum ihrer Tätigkeit, inklusive der Einbindung in den Wissenschaftsbetrieb, variabel; zumeist aber nur ein singuläres Ereignis. Eine Form der Gastvorlesung stellt auch die Ringvorlesung dar. Diese Art der akademischen Lehrtätigkeit ist von einer Gastprofessur abzugrenzen.